# Затока Спеки
Затока Спеки (лат. Sinus Aestuum) — морська ділянка на видимому боці Місяця, на східному краю Океану Бур. Розмір — близько 300 км, координати центру — 12°06′ пн. ш. 8°18′ зх. д. / 12.1° пн. ш. 8.3° зх. д..
На заході Затока Спеки зливається з Океаном Бур і не має чіткої межі. В цьому напрямку від неї лежить великий кратер Коперник, а за ним — Море Островів. На південному сході просторе узвишшя відділяє Затоку Спеки від Затоки Центральної, а на сході менше узвишшя — від Моря Парів. На півночі вона обмежена Апеннінами, за якими лежить Море Дощів.
На заході Затоки Спеки лежать два великі кратери — добре збережений Ератосфен та «кратер-привид» Стадій. Район затоки примітний дуже сильними варіаціями альбедо: її західна частина вкрита яскравими викидами кратера Коперник, а узвишшя східного, південного та південно-західного берега — темними вулканічними викидами. В одній із цих темних областей, на південь від затоки (5°48′ пн. ш. 7°42′ зх. д. / 5.8° пн. ш. 7.7° зх. д.), лежить ділянка незвичайного рельєфу — Місто Груйтуйзена.

## Назва
Назва «Затока Спеки» (лат. Sinus Aestuum) з'явилася на карті Місяця 1651 року завдяки італійському астроному Джованні Річчолі. Однак у нього вона стосувалася затоки, що нині зветься Центральною, а об'єкт цієї статті лишився безіменним. Згодом ця назва перейшла на нього, і станом на початок 20 століття це відображали всі основні місячні карти. 1935 року її разом із багатьма іншими традиційними місячними назвами затвердив Міжнародний астрономічний союз.
Інші місячні картографи давнини називали цю затоку інакше. 1645 року Міхаель ван Лангрен назвав її разом з Морем Парів Католицькою протокою (лат. Fretum Catholicum). 1647 року Ян Гевелій, що переносив на Місяць земні топоніми, назвав її Sinus Hipponiates (давня назва затоки Святої Євфимії на півдні Італії).

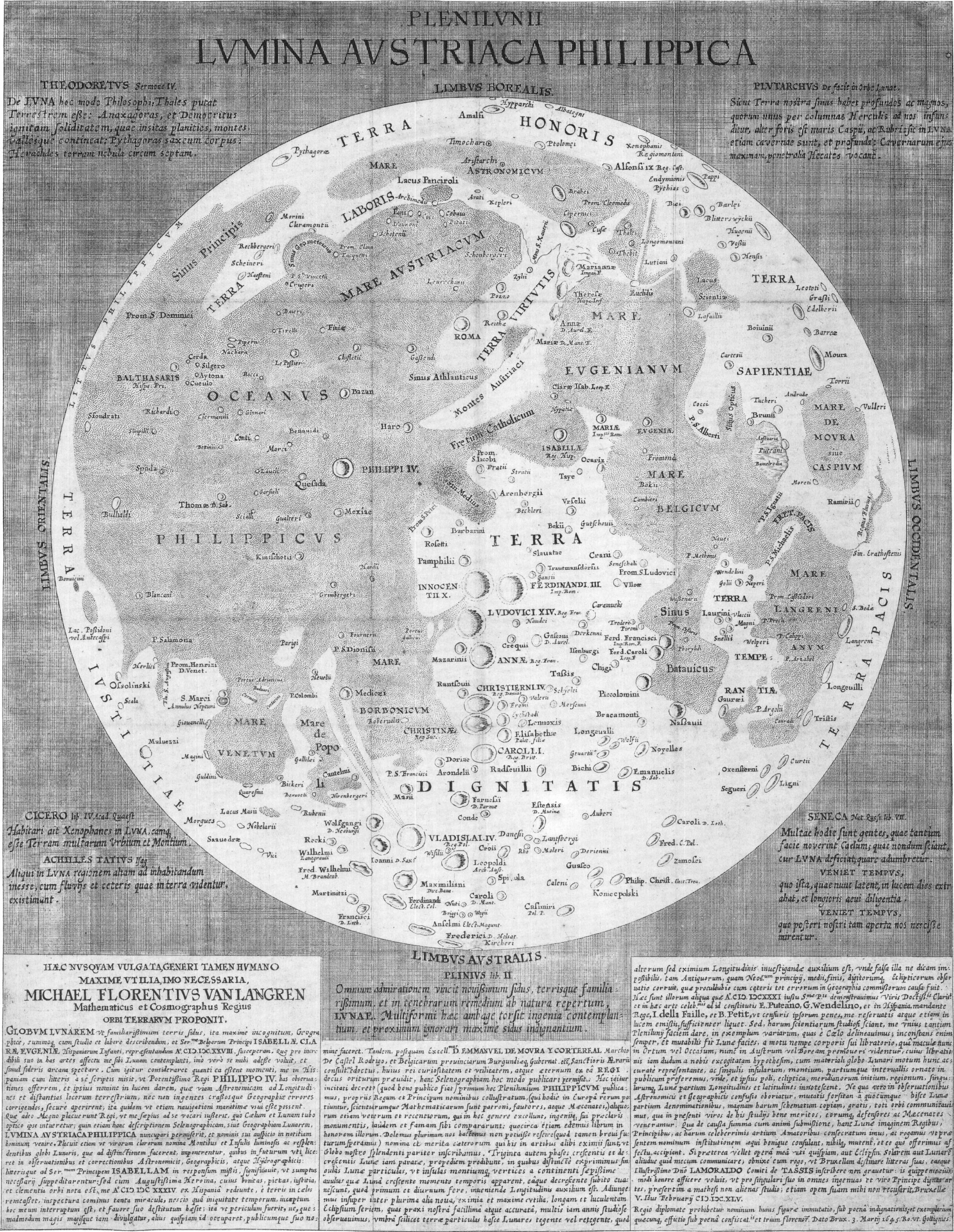
Карта Лангрена (1645)
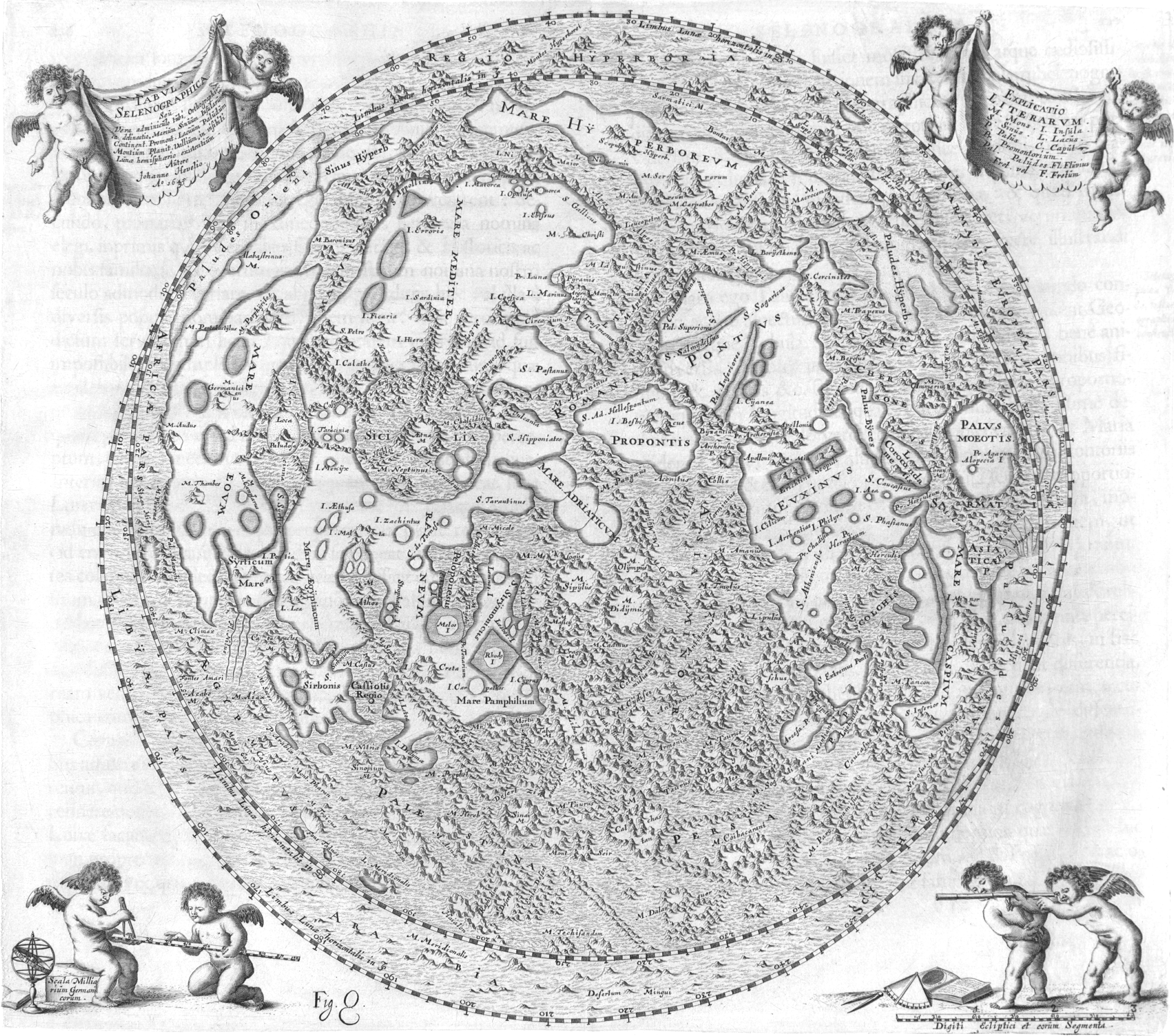
Карта Гевелія (1647)
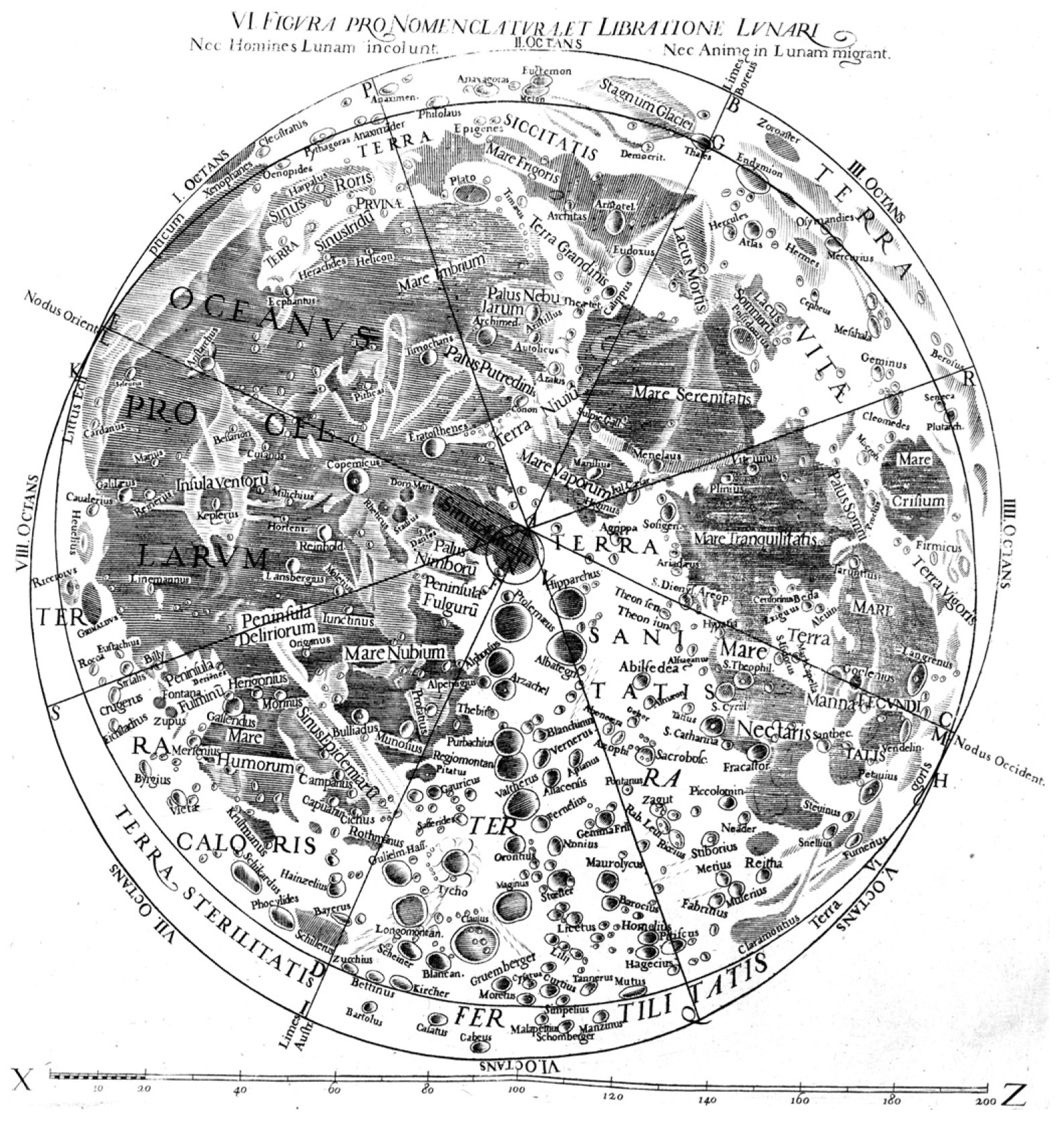
Карта Річчолі (1651)

## Опис

### Рельєф
Як і інші місячні затоки, Затока Спеки — це рівнина, вкрита застиглою лавою. Її поверхня лежить на 1,0–1,3 км нижче за місячний рівень відліку висот. Товщина лавового покриву в середньому становить близько 200 м та збільшується зі сходу на захід. Максимуму — біля 1250 м — вона сягає біля кратера Стадій (ці дані отримані за вимірюваннями напівзатоплених кратерів). Це потовщення лави створює невеликий маскон, де гравітаційне прискорення підвищене на 0,04–0,06 Ґал.
У Затоці Спеки лежать два 60-кілометрові кратери: Ератосфен на північному заході та Стадій на заході. Перший з них добре збережений, а другий майже цілком затоплений лавою. Інших кратерів із власним ім'ям станом на 2015 рік у затоці нема. Але там багато дрібних безіменних та сателітних кратерів, бо затока (особливо її західна частина) всіяна вторинними кратерами сусіднього великого кратера Коперник. Дещо західніше Стадія вони утворюють довгі примітні ланцюжки.
На сході затоку та прилегле узвишшя перетинають кілька борозен, відомі як борозни Боде (лат. Rimae Bode). На південному сході затоки паралельно її краю тягнеться довга безіменна гряда. Між нею та берегом висота поверхні затоки збільшена на 300 м. Можливо, це результат скиду, що проходить під грядою, а сама вона відмічає внутрішнє кільце гіпотетичного басейну Затоки Спеки. Окрім того, на лавових рівнинах затоки трапляються дрібні височини та западини, що можуть мати вулканічне походження.

### Вулканічні викиди

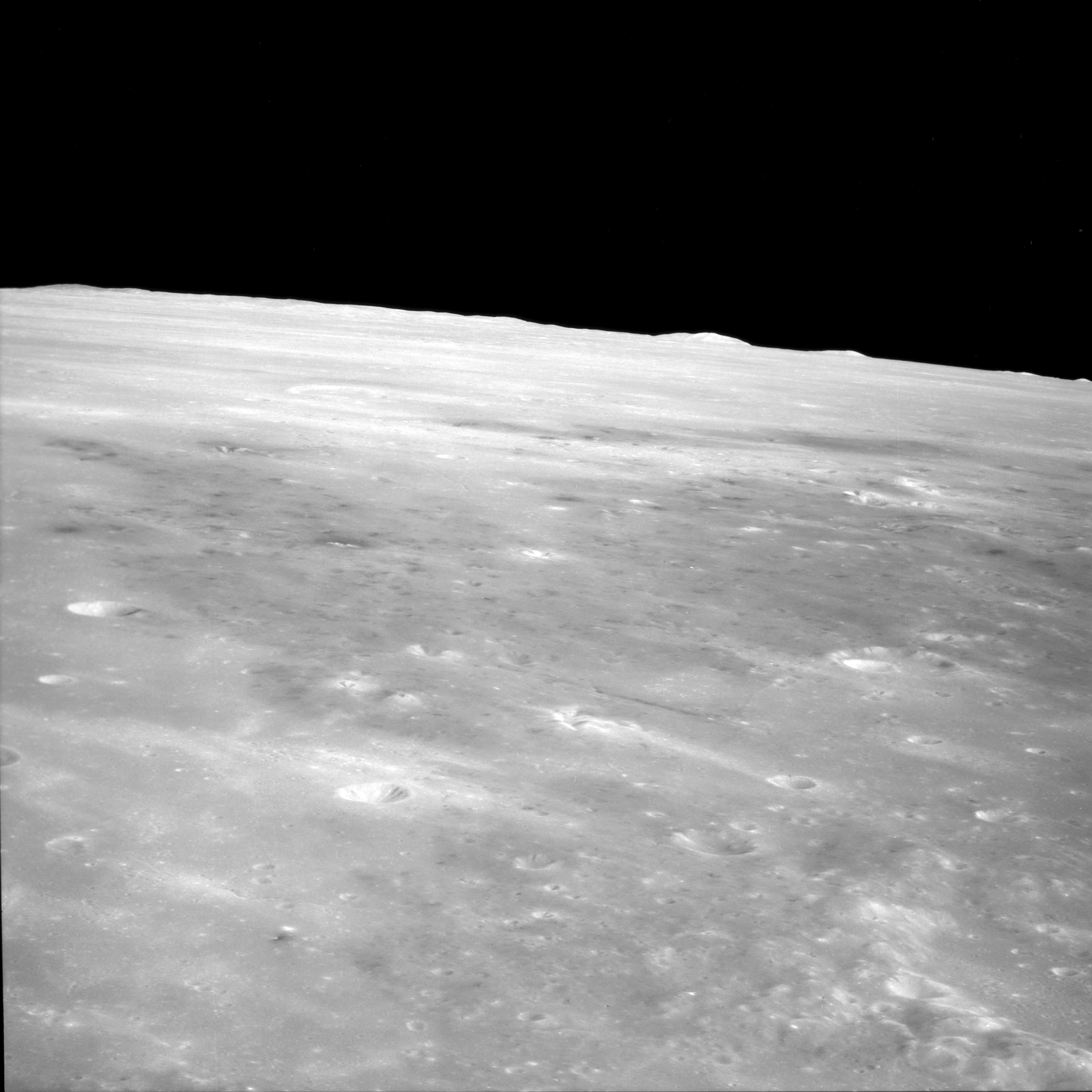
Темна ділянка на південному березі Затоки Спеки. Темні породи деякою мірою замасковані світлими викидами, але навколо дрібних кратерів їх добре видно, бо при появі цих кратерів вони були знов викинуті на поверхню. Погляд на північ; на горизонті видно Апенніни. Фото «Аполлона-12» (1969)

На берегах Затоки Спеки (на сході, півдні та південному заході) лежать три просторі темні області з розмитими межами. Це найтемніші ділянки Місяця; серед собі подібних вони одні з найбільших та найпримітніших (хоча подекуди їх і маскують світлі викиди Коперника). Їх розмір сягає 100–150 км. На саму затоку вони не поширюються, оскільки там їх темні породи вкрила лава. Під нею, ймовірно, сховане й джерело цих порід. За сучасними уявленнями, це пірокластичні викиди вибухових або фонтаноподібних вивержень, коли дрібні частки розліталися на десятки та сотні кілометрів. Товщина їх шару на цих ділянках, за даними радарного зондування апарату «Каґуя», сягає 100–300, а подекуди й більше 400 м. Темні області південних берегів Затоки Спеки — єдині на Місяці місця, де виявлено (за даними супутникових спостережень) породи з високим вмістом шпінелі. В східній темній області цих порід нема; вона дещо відрізняється від південних і за іншими параметрами і, ймовірно, з'явилася при іншому виверженні.
Дослідження зразків, доставлених із подібної ділянки астронавтами «Аполлона-17», показали, що темний колір цим породам надає високий вміст заліза та титану. Для деяких таких ділянок вдалося ідентифікувати джерело виверження, і воно виявилося заглибленням типу борозни чи долини. Трапляються вони переважно по краях затоплених лавою імпактних басейнів.

## Геологічна історія
Існує гіпотеза, що Затока Спеки лежить у великому зруйнованому кратері (басейні). З'явився він, за деякими уявленнями, раніше басейну сусіднього Моря Дощів, а за деякими — пізніше.
Згодом у районі Затоки Спеки відбувалися вибухові вулканічні виверження, що вкрили околиці темними породами. Ще пізніше з'явився лавовий покрив затоки. Сучасна її поверхня утворена лавою пізньоімбрійського віку. Є в околицях і дрібні лавові ставки, старші за темні викиди; отже, ефузивні виверження деякий час перемежовувалися з вибуховими. Утворення дрібних вулканічних западин та височин у затоці продовжувалося й після появи лавового покриву.
Ще до залиття затоки лавою в ній з'явився кратер Стадій, а після залиття — Ератосфен. Після Ератосфена (біля 800 млн років тому) біля затоки з'явився кратер Коперник, що вкрив її, особливо західну частину, світлими викидами та численними вторинними кратерами.

## Карти
Карти Затоки Спеки та найближчих околиць, видані в 1964 та 1966 році (Aeronautical Chart Information Center, United States Air Force):

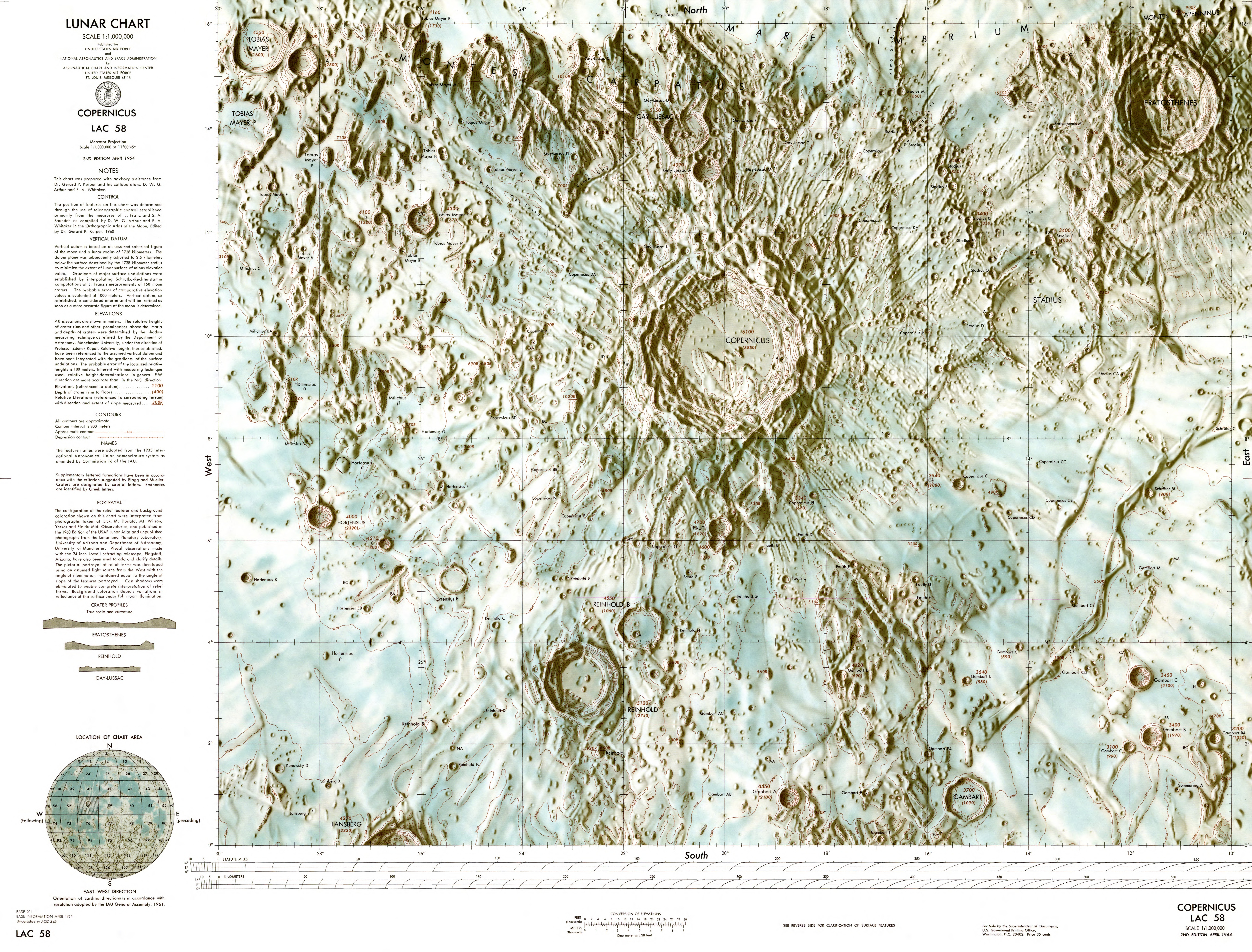
Західна частина
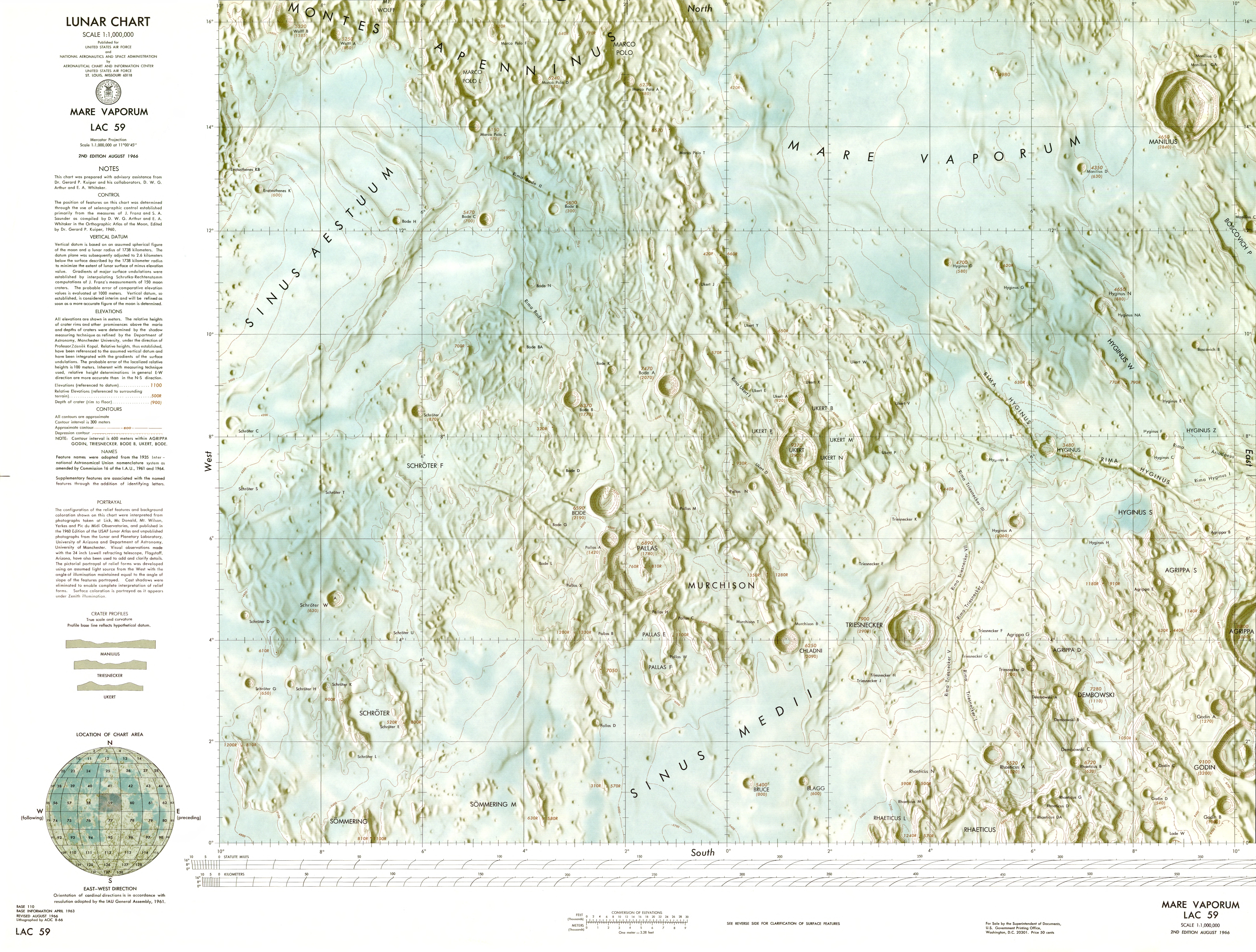
Східна частина